# 활성 부위

효소 반응의 유도 결합 가정

활성 부위(活性部位, 영어: active site)는 생물학에서 효소의 한 부분으로서 기질이 결합하여 화학 반응이 일어나는 부위을 말한다. 활성 자리라고도 한다. 대부분의 효소들은 단백질이나, RNA 효소는 리보자임이라고 부른다. 효소의 활성 부위는 대개 갈라진 곳에서 발견되는데 아미노산의 잔기(리보자임에서는 뉴클레오타이드)가 기질을 인식하는 부분이다. 직접적으로 촉매반응을 하는 잔기를 활성 부위 잔기라고 말한다.

## 결합 구조
효소가 작동하는 것을 설명하는 두 가지 모델로 자물쇠 열쇠 모델과  유도적합(誘導適合) 모델이 있다. 자물쇠 열쇠 모델은 활성 부위가 특정 기질에 완벽하게 들어맞고 한번 기질이 효소에 붙게 되면 더 이상의 변화은 필요하지 않다고 가정한다. 유도적합 모델은 자물쇠 열쇠 모델에서 발전된 것으로 활성 부위가 더 유연하고 활성 부위에 있는 아미노산과 같은 특정 잔기가 옳은 기질에 효소가 위치하도록 돕고, 그 후에 기질이 붙게 되면 구조적 변화가 일어난다고 가정한다.

## 화학
기질들은 효소의 활성 부위 또는 수소결합, 소수성 상호작용, 반데르발스힘을 통한 특정한 주머니에 결합한다. 활성 부위의 잔기는 양성자 주개 또는 받개의 역할을 한다. 다시 말해서, 활성 부위가 반응의 활성화 에너지를 바꾸기 위해 반응 경로를 수정한다. 활성 부위에서 생성물은 입체 장애(立體障碍)로 인해 대개 불안정하다.

## 같이 보기
- 효소 저해제
- 결합 부위